# تامورت
تامورت (به انگلیسی: Tamworth) یک شهر در استرالیا است که در Tamworth Regional Council واقع شده‌است.